# Bacinete de camal
Bacinete de Camal é um item de armadura medieval usado na cabeça como forma de proteção; apresentando uma leve evolução, era ainda semelhante ao morrião ou bacinete. Constituía-se de um capacete leve em relação ao elmo, com o formato da cabeça, porém com ponto elevado no alto que lhe proporcionava forma oval, nesta extremidade era anexado um apêndice de malhas.
Em seu diferencial diante do morrião ou bacinete comum, que deixavam a visão exposta, a ele foi acrescentada uma viseira protetora do rosto, que estando atrelada a parafusos, tornava possível ao cavaleiro erguê-la ou abaixá-la à vontade; não raras vezes é possível encontrar tal viseira em formato proeminente a ponto de recordar um focinho de lobo. Esta inovação do bacinete de camal foi ainda a forma primitiva da posterior viseira, e recebeu nome especial de barbudas ou Barbote  em Portugal.